# Atelopus petriruizi
Atelopus petriruizi là một loài cóc trong họ Bufonidae. Chúng là loài đặc hữu của Colombia.
Các môi trường sống tự nhiên của chúng là các khu rừng vùng núi ẩm nhiệt đới hoặc cận nhiệt đới và sông. Loài này đang bị đe dọa do mất nơi sống.